# 上田清司
上田 清司（うえだ きよし、1948年〈昭和23年〉5月15日 - ）は、日本の政治家。参議院議員（2期）。
衆議院議員（3期）、埼玉県知事（第57・58・59・60代）、全国知事会会長（第12代）を歴任した。

## 来歴
福岡市生まれ、大牟田市育ち。福岡県立三池高等学校、法政大学法学部法律学科卒業。後、法政大学弁論部に所属。大学卒業後は早稲田大学大学院政治学研究科へ進学。大学院在学中に埼玉県所沢市で学習塾「向陽塾」を開業。また、これも大学院在学中の1976年（昭和51年）、新自由クラブの立党に参画する。1977年（昭和52年）、早稲田大学大学院政治学研究科修士課程修了。その後1979年（昭和54年）から1986年（昭和61年）まで建設大学校（現・国土交通大学校）の非常勤講師を務める。

### 衆院選・新人候補時代〜初当選から3期10年在職期間
1980年（昭和55年）、第36回衆議院議員総選挙に新自由クラブ公認で旧埼玉5区から立候補するが、落選する。以後、旧5区で4度の落選を経験する。新自由クラブ解党後は自由民主党に入党し、渡辺美智雄が会長に就任した中曽根派政策スタッフとなる。1989年10月、保守系無所属の徳田虎雄をリーダーとする政策集団自由連合の旗揚げに参加。
1993年（平成5年）に自民党を離党し、結党されたばかりの新生党の公認を受けて第40回衆議院議員総選挙に立候補し、5度目の立候補で初当選をトップで果たした。この旧5区では、のちに民主党で活動をともにする枝野幸男も日本新党公認・新党さきがけ推薦で初当選している。また、旧5区の飛び地区域（現在の埼玉4区の区域にあたる）を地盤とする史上唯一の議員となった。翌1994年（平成6年）、新生党解党により新進党結党に参加する。1996年（平成8年）の第41回衆議院議員総選挙には新4区から同党公認で出馬し、自民党の早川忠孝を破り再選する。
1997年（平成9年）、同年末の新進党解党に先駆けて、細川護煕元首相を含む5人で新進党を離党し、細川を党首にフロム・ファイブを結党する。翌1998年（平成10年）、国民の声、太陽党、フロム・ファイブの3党が合併し民政党が結成され、民政党の旧民主党への合流により、民主党が結党された。2000年（平成12年）の第42回衆議院議員総選挙には民主党公認で出馬し、自民党の早川忠孝を再度下し、3選。

### 埼玉県知事へ
土屋義彦の辞職に伴って2003年（平成15年）8月に行われた埼玉県知事選挙に無所属での立候補を表明し、衆議院議員を辞職する。自民党県連が推薦する候補者など7人を破り、当選した。
2007年（平成19年）8月の埼玉県知事選で、吉川春子らを破り、再選。
2011年（平成23年）、全国知事会会長選挙に立候補したが、京都府知事の山田啓二に敗れた。
同年7月の埼玉県知事選で、埼玉県労働者福祉共済会（埼労共）理事長の原冨悟らを破り3選を果たしたが、投票率は全国の都道府県知事選挙の中で史上最低の24.89%であった。
2015年（平成27年）、同年8月の埼玉県知事選で、元総務省消防庁審議官の塚田桂祐らを破り、4選を果たした。なお、自身で1期目の2004年（平成16年）に施行した、4期以上の知事連続立候補を辞める「多選自粛条例」を自ら破る形での立候補であった。上田は言行不一致の理由について「若気の至りというか、思い上がりだった」と述べている。
2017年（平成29年）8月、2019年夏に任期満了に伴う、次期知事選挙に不出馬の意向を表明したが、この時は前回の知事選挙の一件もあり、不確実的な発言と見られていた。
2018年（平成30年）4月17日、全国知事会会長に選任された。埼玉県議会の多数派（51議席）を自由民主党が握っており、多選自粛条例を自ら破ってからは、旧民主党系（9議席）が支持基盤の上田との対立が顕著になっていた。
2019年6月13日、任期満了を以って知事を退任する意向を示し、6月15日の会見で「任期満了（8月30日）をもって、知事の仕事を終了させていただく。やり残したことはない」と述べ、知事選に立候補しないことを正式に表明した。同年8月執行の埼玉県知事選挙において、参議院議員を辞職して自らの事実上の後継候補として立候補した大野元裕の応援団長を務め、「上田県政の継承と発展」を掲げた大野を埼玉県知事に当選させる一翼を担った。

### 国政復帰
2019年9月13日、埼玉県知事選挙で初当選した大野の議員辞職に伴う参議院埼玉県選挙区補欠選挙への立候補の意向が報道され、9月20日に無所属で立候補することを正式に表明。この選挙で上田は自身がかつて所属した民主党の流れを汲む立憲民主党・国民民主党の県組織から支援を受けたが、自由民主党も上田が憲法改正に前向きなことから候補者の擁立を見送り、出陣式には与野党の国会議員が出席する相乗りの構図となった。10月27日の投開票の結果、NHKから国民を守る党党首の立花孝志（立候補に伴い、比例代表選出であった参議院議員を退職（自動失職））を破り当選。29日に埼玉県選挙管理委員会による当選の告示がなされ、同日付で参議院議員となり、16年振りの国政復帰を果たした。当選後、上田は当面は無所属で活動する考えを示した。
同年末から立憲民主党・国民民主党の両党が合流に向けた協議を始めたが、これに対して上田は「合流したら何人かあふれるので受け皿をつくることを考えないといけないのかな」と述べた。2020年9月には両党が合流し（新）立憲民主党を結成。一方、国民民主党の合流不参加者は（新）国民民主党を結成し、10月9日に上田は国民民主党の会派に入会した。
2021年8月には新党結成を模索していると報じられ、8月11日に上田が国会内で開いた会合には前回衆院選で旧希望の党から立候補し、現在は無所属の笠浩史、吉良州司、柿沢未途、井上一徳各衆議院議員が出席した。しかし、10月12日には政党要件の基準となる5人の国会議員が集まらなかったとして同月に予定される第49回衆議院議員総選挙前の新党結成を断念したと発表した。上田によれば元国会議員など24人の候補者を集めたが、現職議員は1、2名しか参加の意向を示さず、水面下で国民民主党や新党「ファーストの会」とも協議していたが、これも不調に終わり撤退を判断した。
2022年7月10日投開票の第26回参議院議員通常選挙においては、国民民主党推薦の無所属で立候補し、15人中2位の得票で2選。
2024年、1月22日付で参議院の会派「国民民主党・新緑風会」を退会したが、同年10月31日付で再入会した。

## 政策・主張

### 地方自治
行財政改革に積極的であり、人口当たりの埼玉県職員の数は、人口1万人当たり12.1人と日本一少ない。また、数値目標を定め「見える化」を進めている。もっとも、これらの政策に対しては、労働組合とのしがらみが少ない自民党県議の中にも「これ以上県職員を減らすべきではない」という意見もあるほか、「数字至上主義」に陥ることを危惧する声もある。
実際、2011年（平成23年）度には、時間外労働が年間1,000時間（1ヶ月当たり約83時間）を超えた職員が20人おり、税務システムの変更を担当する部署にいたという事情があったとはいえ、年間2,017時間もの長時間労働を行った職員や、一部ではあるが慢性的に時間外労働が多い部署も見られた。そのため、2012年（平成24年）10月30日の定例記者会見で、人事管理を徹底すると表明した。

### 反ジェンダーフリー運動
- ジェンダーフリー反対[32]。
- 県立伝統高校の男女共学化反対[33]。
- 選択的夫婦別姓制度導入に反対する「夫婦別姓に反対し家族の絆を守る国民委員会」の賛同者の一人[34]。

### 教育論
2009年（平成21年）7月1日、県議会本会議で、「日本の国旗や国歌が嫌いだというような教員は辞めるしかないのではないか。そんなに嫌だったら辞めたらいい」と発言し、物議を醸した。この発言を受けて、直後から県庁に電子メールが殺到していることが、翌日分かった。このうち9割以上が「知事に同感」という意見で、電話で寄せられた意見もほぼ同様であった。上田は2日、報道陣に対し「国民や県民の常識は健全だと思う」と話した。

### 近隣諸国関連
2004年（平成16年）10月、県議会答弁で、「新しい歴史教科書をつくる会」を支持し、同会の歴史教科書を評価。中国・韓国・北朝鮮の抗議を内政干渉であると批判。同年12月20日、同会の副会長であった高橋史朗明星大学教授を埼玉県教育委員に指名したが、教科書の中立性維持という観点からの批判があった。
2006年（平成18年）6月議会で、埼玉県平和資料館の展示に関する質問に対し、「古今東西、慰安婦はいても従軍慰安婦というのはいなかった」と答弁。これを批判する活動家との面会で知事は、当時の人々の不幸な境遇につき理解を示したものの、自説を通した。面談後、「慰安婦はいた。異常な戦争状態では強制連行もあったと思う」と強制連行はあったとの認識を示した（面談を要請した李容洙も参照）。
2010年（平成22年）3月18日、鳩山由紀夫内閣が進める高校無償化政策で、無償化の対象に朝鮮学校を含めるかどうかの議論が続く中、上田は朝鮮学校について「一般的に、拉致事件に関与した疑いのある朝鮮総連の配下にある。日本の高校と同じ扱いをするのは無理がある」と述べた。

### 公共事業関連
県政においては、前知事の土屋義彦が公共事業に熱心であったのに対して、行財政改革の一環として、大型公共事業は減少している。

### 北朝鮮問題
北朝鮮による日本人拉致問題では家族会・救う会を支援。家族会・救う会とともに訪米。集会・街頭活動にも参加。
安倍晋三・平沢勝栄・平沼赳夫・西村眞悟・松原仁らとともに拉致議連を結成。最初から加入していたメンバーの一人で同会の副会長をつとめていた。

### 歴史認識
2011年（平成23年）8月16日定例記者会見で、「間違っても『（初代首相の）伊藤博文射殺』などと書いている教科書を選んではいけない」と発言した。その説明として「諸外国での歴史教育とは、自国の歴史や事実関係は正しいと教え、国民に自信と誇りを持たせるものだ」と強調。その上で「日本は逆で、誇りを失い、自信をなくさせる教科書ばかりだ。しかし、そうでない教科書も出てきた。今まで日本の歴史と誇りを傷つけてきた教科書もましになっている」と述べた。「過去にいたノイジーマイノリティ（声高に主張する少数の人々）を目の当たりにしている方々は、時としてそういうのを恐れるきらいがある。事務方サイドの提案をそのまま受け入れて、自分の判断をしない教育委員もゼロではない」と発言した。
2012年（平成24年）2月27日、河村たかし名古屋市長の南京事件否定発言が中国側から非難されていることについて、県議会代表質問への答弁で「なぜ人口20万人のところに、30万、40万人が虐殺されるのか」「蔣介石も毛沢東も何の抗議声明も出していない」「1977年までは中国の教科書で南京事件に触れていないのに、なぜ80年代になって突然出てきたのか」と述べ、河村を擁護した。
慰安婦問題については「古今東西、慰安婦を連れて軍が行進することはない。当然、危険地域には慰安婦は絶対に来ないわけだから。『いわゆる』という言葉をつけたとしても『従軍』という表現は一切使わないでもらいたい。英霊に対して失礼だ」「慰安婦はいた。戦場の近くに慰安所が設置され、民間が運営する。軍としては衛生管理のために何らかの形で関わるのは当然と思っている。しかし、従軍慰安婦などといい加減な言葉を使ってはいけない」「岸田文雄外相は記者発表で『当時の軍の関与の下に、多数の女性の名誉と尊厳を深く傷つけた』と表明した。軍の関与は『衛生管理も含めた管理、設置』を指すが、海外の一部メディアは誤った認識のまま慰安婦を『性奴隷』と表現し、『20万人』などと誇大な数字が一人歩きしている」「民間の研究は自由だから、民間の評論家や歴史家が具体的な事実を挙げて反論すべきだと思う。今の時点で政府が声を大きくすると、かえってこじれる。政府は最終的、不可逆的な解決で合意したのだから、蒸し返さない努力をすればいい。いや、韓国側が1つ蒸し返したら1つ蒸し返せばいい。それが争いを拡大しないための一つの方策だ」「英霊や元兵士の名誉は個人的には回復されていないと思う。政府は国際的に反論する姿勢をアピールしているが、日本は『謙虚が美徳』の国。宣伝合戦では弱い。民間が声を大きくしながら政府をバックアップし、水面下で交渉していくことが必要なのだと思う」などと主張している。

### 受動喫煙問題
2011年に47都道府県知事を対象に行われた「飲食店における喫煙環境のあるべき姿及び今後の方針」のアンケートにおいて、「民間の施設については条例で高圧的に規制するより、事業者やお客の協力を経て禁煙や分煙を進めた方がむしろ効果的だと思います」と回答している。
2019年6月、法律上の義務を上回る受動喫煙防止対策を実施する施設や区域などを認証する制度を設けた。東京都や千葉市では、従業員を雇う飲食店を原則屋内禁煙とする条例が成立しているが、上田は「条例で義務化させるよりも、それぞれが納得しながら運動にしていく方が望ましい」として認証制度に留めている。

### 支援政党
埼玉県知事在任中の2010年に山田宏・中田宏らが日本創新党を結成すると、上田は日本創新党の支援連合に名前を連ねた。その後山田と中田は大阪維新の会に接近し、大阪市特別顧問などを務めたが、上田は県政に専念するためとして山田らから打診された維新ブレーンへの就任を固辞した。上田は維新を率いる橋下徹の政治手法について、「問題提起して政治が活性化するのはいいこと」と述べた上で、「公務員をいじめて生活保護が減ったり、学力や規律が向上するわけないじゃない」として、「スカッとするけど栄養はないコーラみたいなもの」と評した。
2016年3月にかつて自身も所属した民主党が維新の党や改革結集の会の一部と合流して民進党を結成した際は、「保守の二大政党を構築するために力を尽くすべきだ」として、保守系の鈴木義弘（改革結集の会）の民進党参加を後押しした。

## 不祥事

### 公職選挙法違反
- 2022年9月26日、同年7月投開票の第26回参議院議員通常選挙で、上田への投票を呼びかける文書を公示前に配ったとして、上田の公設秘書が公職選挙法違反（法定外文書頒布、事前運動）容疑で書類送検された[51]。11月16日にこの秘書が略式起訴され、罰金30万円の略式命令を受けた[52]。

### 公設秘書による性的暴行
2023年3月8日、報道機関に勤務する元記者の女性が上田の公設秘書の男から取材中の性的暴行により苦痛を受けたとして、国に1100万円の損害賠償を求めて提訴した。訴状などによると、元記者は2020年3月24日、飲酒を伴う会食の場に同席して新型コロナ対策について取材。その後タクシー内などで、この秘書から、体を触られるなどのわいせつ行為を受けた。その3日後にも、この秘書から上田の動向に関して情報提供すると呼び出され、酒を飲まされて泥酔状態になり、性的暴行を受けたとしている。
元記者は2020年4月1日に埼玉県警察に被害届を提出し、秘書は同年8月20日に準強制性交容疑などで書類送検されたが2日後に自殺し不起訴となった。元記者はその後、心的外傷後ストレス障害と診断された。
原告側は公設秘書の職務権限乱用だけでなく、上田も元記者への性暴力を防止するべき注意義務を怠った監督権限不行使の責任があると指摘している。
2025年4月24日、元記者が国を相手取り1100万円の損害賠償を求めた訴訟の判決が東京地方裁判所であり、中村心裁判長は性暴力が「秘書の職務に付随して行われた」と判断し、440万円の支払いを命じた。中村裁判長は、公設秘書の職務には会合への代理出席や報道対応、報道関係者との会食などが含まれると指摘。いずれの性暴力も会合や会食と時間的・場所的に密接な関連があるとして、職務中の行為に当たると結論付けた。一方、上田が注意義務を怠ったとの元記者側の主張については「具体的な注意義務があったと認めることはできない」と退けた。原告、被告側双方が期限までに控訴しなかったため、5月9日にこの判決が確定した。

## 批判
- 日本共産党の機関紙しんぶん赤旗に、2006年5月20日にさいたま市で開催された世界基督教統一神霊協会（統一教会）の関連組織・天宙平和連合の会合に祝電を送っていたことが判明し、「全国霊感商法対策弁護士連絡会」が質問状を送付していると報じられた[58]。
- エム・テックとの談合疑義[59]について、2015年6月の埼玉県議会定例会にて追及される[60][61]。

### 大雪対応
2014年2月14日から16日にかけて関東や甲信越地方を中心に発生した大雪災害の際、秩父市の久喜邦康市長が、埼玉県危機管理防災部に対して自衛隊の災害派遣要請を行い、同部部長も上田に対し現地の状況を伝えていたにもかかわらず上田は「除雪のための派遣要請はできない」と判断し要請を拒否し、出動が遅れる事態となった（県は17日に孤立集落の窮状を把握し、派遣要請を決めた）。上田は要請を受けた15日に「埼玉サイクルエキスポ2014」、翌16日には「埼玉クイズ王決定戦」と、地元のクイズ大会に参加していたことも判明している。
上田は、派遣要請がなされていることは把握しており、秩父市からの要請に応じなかったことについて「当初は東名高速の渋滞のような緊急かつ切迫した状況ではなかった」「要請を断ったわけではなく総合的に判断した結果」と説明した。久喜秩父市長は「秩父地域の危機的状況が県に届いていないと感じる。公務で忙しいのはわかるが、知事や県幹部の方にも現場を見てもらいたかった」と苦言を呈した。
こういった批判がある一方で、前日に県から秩父県土整備事務所に泊まり込みで対処するように指示を出し、17日午後3時前には58人全員の救助を完了する対応をしている。

## 選挙歴
| 当落 | 選挙                     | 執行日         | 年齢 | 選挙区       | 政党         | 得票数      | 得票率 | 定数 | 得票順位 /候補者数 | 政党内比例順位 /政党当選者数 |
| ---- | ------------------------ | -------------- | ---- | ------------ | ------------ | ----------- | ------ | ---- | ------------------ | ---------------------------- |
| 落   | 第36回衆議院議員総選挙   | 1980年06月22日 | 32   | 旧埼玉5区    | 新自由クラブ | 4万2156票   | 8.96%  | 3    | 5/5                | /                            |
| 落   | 第37回衆議院議員総選挙   | 1983年12月18日 | 35   | 旧埼玉5区    | 新自由クラブ | 3万9056票   | 9.39%  | 3    | 5/7                | /                            |
| 落   | 第38回衆議院議員総選挙   | 1986年07月06日 | 38   | 旧埼玉5区    | 新自由クラブ | 6万9595票   | 14.83% | 3    | 4/5                | /                            |
| 落   | 第39回衆議院議員総選挙   | 1990年02月18日 | 41   | 旧埼玉5区    | 無所属       | 5万4418票   | 9.26%  | 3    | 5/10               | /                            |
| 当   | 第40回衆議院議員総選挙   | 1993年07月18日 | 45   | 旧埼玉5区    | 新生党       | 11万606票   | 18.38% | 4    | 1/10               | /                            |
| 当   | 第41回衆議院議員総選挙   | 1996年10月20日 | 48   | 埼玉4区      | 新進党       | 7万2420票   | 39.25% | 1    | 1/5                | /                            |
| 当   | 第42回衆議院議員総選挙   | 2000年06月25日 | 52   | 埼玉4区      | 民主党       | 10万6131票  | 49.30% | 1    | 1/3                | /                            |
| 当   | 2003年埼玉県知事選挙     | 2003年8月31日  | 55   | ーー         | 無所属       | 80万8092票  | 40.80% | 1    | 1/8                | /                            |
| 当   | 2007年埼玉県知事選挙     | 2007年8月26日  | 59   | ーー         | 無所属       | 109万3480票 | 69.77% | 1    | 1/3                | /                            |
| 当   | 2011年埼玉県知事選挙     | 2011年7月31日  | 63   | ーー         | 無所属       | 119万1071票 | 84.29% | 1    | 1/3                | /                            |
| 当   | 2015年埼玉県知事選挙     | 2015年8月9日   | 67   | ーー         | 無所属       | 89万1822票  | 58.5%  | 1    | 1/5                | /                            |
| 当   | 第24回参議院議員補欠選挙 | 2019年10月27日 | 71   | 埼玉県選挙区 | 無所属       | 106万5390票 | 86.36% | 1    | 1/2                | /                            |
| 当   | 第26回参議院議員通常選挙 | 2022年07月10日 | 74   | 埼玉県選挙区 | 無所属       | 50万1820票  | 16.61% | 4    | 2/15               | /                            |

## 著書
- 「法律は「お役人」のメシの種 国会議員が書いた日本的官僚システムのからくり」（オーエス出版 1998年） ISBN 4-87190-489-X
- 「これが政治改革だ 日本の未来を信じる人のために」（五十嵐文彦・石井健祐・進藤初洋・中村博彦・牧野聖修・山田智信との共著）（理想政治研究会発行・明日香出版社発売 1992年）